# 証票
| ウィキペディアには「証票」という見出しの百科事典記事はありません（タイトルに「証票」を含むページの一覧/「証票」で始まるページの一覧）。 代わりにウィクショナリーのページ「証票」が役に立つかもしれません。 |